# Hitch
Hitch er en amerikansk romantisk komediefilm fra 2005 med Will Smith, Eva Mendes, Kevin James og Amber Valletta i hovedrollerne. Filmen er instrueret af Andy Tennant efter manus af Kevin Bisch. Smith spiller en professionel dating-ekspert som lever af at lære mænd at score kvinder.

## Handling
Will Smith spelar Alex "Hitch" Hitchens, hvis rygte blandt sine klienter er virkelig anerkendt, men han vælger alligevel at forblive anonym. Hitch er nemlig den mest succesfulde dating-ekspert i New York. Mod betaling har han hjulpet flere fortvivlede med at få sin drømmekvinde – ingen udfordring er for stor for Hitch. Nu skal han hjælpe Albert (Kevin James), med at score jetset-kvinden Allegra Coles (Amber Valletta). At hjælpe denne akavede og overvægtige skatterådgiver bliver dog en udfordring for Hitch. Samtidigt har han mødt Sara (Eva Mendes), journalist, som overvåger Allegras privatliv.

## Rolliste (udvalgt)
- Will Smith - Alex "Hitch" Hitchens
- Eva Mendes - Sara
- Kevin James - Albert
- Amber Valletta - Allegra Cole
- Julie Ann Emery - Casey
- Robinne Lee - Cressida
- Nathan Lee Graham - Geoff
- Adam Arkin - Max
- Michael Rapaport - Ben
- Jeffrey Donovan - Vance
- Dee Bradley Baker - Frank
- Justin Long - Valium
- Ray Wise - Ray
- Brian Calvin - Douglas
- Kevin Michael Richardson - Talbot
- Bill Hader - Dustin
- Frankie Muniz - Sean
- John Belushi - Kip
- Will Forte - Ian
- Brian Carlos - Steve
- Gary Valentine - Alvin
- Will Arnett - Justin
- Steve Martin - Carolyn
- John Goodman - Reese
- David Scwimmer - Jeff
- John Ratzenberger - Napoleon
- Bruno Campos - Aaron
- Dan Aykroyd - Vincent
- Jason Bateman - Andrew
- Paula Patton - Mandy
- Philip Bosco - Herr O'Brian
- Kevin Sussman - Neil
- Navia Nguyen - Mika
- Matt Malloy - Pete